# ハミルトン郡 (テネシー州)
ハミルトン郡（英: Hamilton County）は、アメリカ合衆国テネシー州の南部に位置する郡である。人口は36万6207人（2020年）。郡庁所在地はチャタヌーガであり、同郡で人口最大の都市でもある。郡名は初代アメリカ合衆国財務長官を務めたアレクサンダー・ハミルトンにちなんで名付けられた。
ハミルトン郡はジョージア州にも跨るチャタヌーガ都市圏に属している。

## 歴史
ハミルトン郡は1819年10月25日に、レイ郡とインディアン領土の一部を合わせて設立された。郡名は、アメリカ独立戦争の軍人であり、大陸会議代議員、初代アメリカ合衆国財務長官を務めたアレクサンダー・ハミルトンに因んで名付けられた。アメリカ合衆国建国の父の一人に数えられる。
南北戦争のときには郡内に重要な硝石を採掘する場所があった。硝石は火薬の主成分であり、洞窟の土を濾すことで得られた。南北戦争中はルックアウト山洞窟が硝石採掘源だった。この洞窟がある土地の所有者だったロバート・クレイブンスが採掘場を運営した。1861年5月、クレイブンスはテネシー州軍事財政理事会と2万ポンド (9,000 kg) の硝石を納める契約を交わした。5月24日、既に洞内に10基のホッパーを据え付けたと報告した。クレイブンスは近くのマリオン郡にあるニッカジャック洞窟でも採掘を行っていた。1862年、クレイブンスはルックアウト山洞窟での採掘を止め、洞窟をアメリカ連合国硝石局に貸した。硝石局は1862年6月から1863年7月まで採掘していた。1863年、チャタヌーガ市が北軍に占領され、採掘が中断された。
1919年、ジェイムズ郡が破産し、1919年4月にハミルトン郡の一部になった。ジェイムズ郡は1871年1月にテネシー州議会が設立し、ジェシー・J・ジェイムズ牧師に因んで名付けられていた。

### 蛇遣い
ハミルトン郡保安官トマス・グラディ・ヘッドが蛇遣いを禁じるテネシー州法を適用し、1945年にペンテコステ派の宗教的蛇遣い集団を逮捕して全国の注意を集めた。ヘッドは常にこの法を強制したわけではなく、蛇遣いを見るために集まった群衆の雰囲気が悪くなったときは止めていた。
1947年、宗教的な蛇遣いの会派であるトム・ハーデンと11人のメンバーが逮捕され、その内10人が蛇遣いを禁じるテネシー州法を犯したとして有罪になった。
最近では2011年、チャタヌーガで3人が「蛇を所有し、飼育し、輸送した」ことで、州の野生生物法を犯した罪で逮捕された。この事件はある男が蛇に噛まれて死亡した事件に関連していた。テネシー大学チャタヌーガ校の社会心理学と宗教心理学の教授ラルフ・フッドは、アパラチア地方で宗教的な蛇遣いが続いているが、大半は消滅したと語っている。

## 地理
アメリカ合衆国国勢調査局に拠れば、郡域全面積は576平方マイル (1,491.8 km2)であり、このうち陸地542平方マイル (1,403.8 km2)、水域は33平方マイル (85.5 km2)で水域率は5.78%である。

### 主要高規格道路
| - 州間高速道路24号線 - 州間高速道路75号線 - アメリカ国道11号線（リー・ハイウェイ/ブレナード道路） - アメリカ国道27号線 - アメリカ国道41号線 - アメリカ国道58号線 | - アメリカ国道64号線 - アメリカ国道72号線 - アメリカ国道74号線 - アメリカ国道76号線 - アメリカ国道127号線 - アメリカ国道153号線 - テネシー州道319号線（ヒクソン・パイク） |

### 隣接する郡
ハミルトン郡は10の郡と境を接しており、国内でも珍しい郡である。
- ブレッドソー郡 - 北
- レイ郡 - 北東
- メグズ郡 - 北東
- ブラッドリー郡 - 東
- ウィットフィールド郡 (ジョージア州) - 南東
- カトーサ郡 (ジョージア州) - 南
- ウォーカー郡 (ジョージア州) - 南
- デイド郡 (ジョージア州) - 南西
- マリオン郡 - 西
- シクアッチー郡 - 北西

### 国立保護地域
- チカマウガ・チャタヌーガ国立軍事公園（部分）

ラクーン山大洞窟はチャタヌーガ市中心街から北西に8マイル (13 km) にある観光洞窟である。初めは1929年にレオ・ランバートが探検し、道を造り、灯りを灯し、1931年6月28日に公開した。テネシー大洞窟と名付けられていた。運営者に拠れば、洞の長さ5.5マイル (8.8 km) 以上が探検されている。
クリスタル・カバーンズ・ケイブ・スパイダーはこの洞窟のみで知られている蜘蛛である。洞窟のガイドが時たまこの蜘蛛を見つけて、観光客に見せることがある。
ルビー滝洞窟は、チャタヌーガ中心街、ルックアウト山山腹にある観光洞窟である。1928年12月28日、ルックアウト山洞窟を商業洞窟として開発するためにエレベーターシャフトを掘削しているときに貫通して偶然見つかった。ルビー滝洞窟は地表から260フィート (79 m) 下で見つかり、ルックアウト山洞窟は後に深さ420フィート (128 m) まで達した。このプロジェクト全体は洞窟開発者レオ・ランバートが行った。妻のルビーに因み、この滝のある洞窟をルビーフォールズと名付けた。低い側のルックアウト山洞窟は1929年12月30日に公開された。ルビー滝洞窟は1930年6月16日に公開された。この2つの洞窟の中でも素晴らしい滝のあるルビー滝洞窟が人気を呼び、現在でも公開が続いている。

## 人口動態

2000人口ピラミッド

以下は2000年国勢調査による人口統計データである。
| 基礎データ - 人口: 307,896人 - 世帯数: 124,444 世帯 - 家族数: 83,750 家族 - 人口密度: 219人/km2（568人/mi2） - 住居数: 134,692軒 - 住居密度: 96軒/km2（248軒/mi2） 人種別人口構成 - 白人: 76.32% - アフリカン・アメリカン: 20.14% - ネイティブ・アメリカン: 0.29% - アジア人: 1.27% - 太平洋諸島系: 0.06% - その他の人種: 0.77% - 混血: 1.14% - ヒスパニック・ラテン系: 1.78% 年齢別人口構成 - 18歳未満: 23.2% - 18-24歳: 9.6% - 25-44歳: 29.0% - 45-64歳: 24.3% - 65歳以上: 13.8% - 年齢の中央値: 37歳 - 性比（女性100人あたり男性の人口） - 総人口: 91.7 - 18歳以上: 88.1 | 世帯と家族（対世帯数） - 18歳未満の子供がいる: 28.9% - 結婚・同居している夫婦: 50.2% - 未婚・離婚・死別女性が世帯主: 13.5% - 非家族世帯: 32.7% - 単身世帯: 27.9% - 65歳以上の老人1人暮らし: 10.0% - 平均構成人数 - 世帯: 2.41人 - 家族: 2.95人 収入と家計 - 収入の中央値 - 世帯: 38,930米ドル - 家族: 48,037米ドル - 性別 - 男性: 35,413米ドル - 女性: 24,505米ドル - 人口1人あたり収入: 21,593米ドル - 貧困線以下 - 対人口: 12.1% - 対家族数: 9.2% - 18歳未満: 16.8% - 65歳以上: 11.2% |

## 政治
ハミルトン郡は増え続ける監獄の費用と人口の管理問題に値を上げて州の援助を求めた。元テネシー州知事ラマー・アレクサンダーがこの郡を民間刑務所という新しい概念で呼んだ。1985年、郡政委員会はシルバーデール拘置センターを運営し管理するためにコレクションズ・コーポレイション・オブ・アメリカの提案受入を承認した。問題から月日の経った2005年、郡は契約の拡大を承認した。
ハミルトン郡は政治的には保守派だが、やや左よりの傾向を示してきた。2004年、共和党のジョージ・W・ブッシュが郡投票数の57%を獲得し、41％に留まった民主党のジョン・ケリーを制した。2008年には共和党のジョン・マケインが民主党のバラク・オバマに対し55%対43％とやや差が詰まったものの勝利した。
2008年2月、ビリー・ロング保安官が逮捕された。ロングは4日後に辞任した。2008年11月、ロングは金銭強要と資金洗浄に加え、武器と薬物に関する罪で14年間の刑を宣告された。後任にはジム・ハモンドが就いた。

## 都市と町
| - アピソン - ベイクウェル - バーチウッド - チャタヌーガ - 郡庁所在地 - カレッジデール - イーストブレナード - イーストリッジ - フェアマウント - フォーリングウォーター - ジョージタウン - ハリソン - ヒクソン | - レイクサイト - ルックアウトマウンテン - ラプトンシティ - ミドルバレー - ウールトワー - レッドバンク - リッジサイド - セールクリーク - シグナルマウンテン - ソディ・デイジー - ウォルデン |

## 高等教育機関
- チャタヌーガ州立コミュニティカレッジ - website
- コブナント・カレッジ - website
- サザン・アドベンチスト大学 - website
- テネシー・テンプル大学 - website
- テネシー大学チャタヌーガ校 - website